# フローラ・SAGAE
フローラ・SAGAE（フローラ・サガエ）は、山形県寒河江市にある複合施設ビルである。

## 概要

### 十字屋を核店舗として開業
1982年（昭和57年）9月10日、寒河江市の中心部である本町十字路に建てられた、「寒河江ショッピングセンター・チェリーモール」に「十字屋寒河江店」を核店舗に開業。40余りの専門店も同居した。
建物は地下1階地上5階建て。十字屋寒河江店の店舗面積は、約6,400㎡と十字屋としては大型の店舗で、山形店、仙台店同様に百貨店として運営された。しかし、営業効率が悪い上、売上も横ばいの状態が続いたことから、1986年（昭和61年）5月17日、百貨店から総合スーパーに業態転換。同時に十字屋と提携しているダイエーから全面的に商品を受け入れることになり、店名も「ダイエーFC十字屋寒河江店」に改められた。これによって、店長も含む従業員4人もダイエーから派遣され、店の看板もダイエーのオレンジ色のマークに変わった。
ダイエーは1994年（平成6年）1月16日に完全撤退。同年7月にはウエルマートの食品部門を核店舗にいくつかのテナントが入り「パオ2丁目」として営業を始めた。だが、競合の激化からパオ2丁目も1999年（平成11年）6月20日に閉店した。

### フローラ・SAGAEとしてリニューアル
その後、建物と敷地を寒河江市で取得し、中心市街地活性化の拠点施設として整備され、2000年（平成12年）9月に「フローラ・SAGAE」としてリニューアルオープンした。食料品店や衣料品店、寒河江市美術館などが入居する。

## アクセス
- 電車
  - JR寒河江駅から徒歩5分。